# Oedipina maritima
Oedipina maritima és una espècie de salamandra de la família dels pletodòntids, observada a l'illa Escudo de Veraguas a la província de Bocas del Toro de Panamà. És en greu perill d'extinció. Va ser descrit el 2000 per Mario García-Paris i David B. Wake.
Habita els boscos humits de les terres baixes i els manglars. Les salamandres es van recollir en frondes en descomposició i escombraries humides d'una palmera caiguda en un palmerar de coco a final de març de 1991. L'espècie es reprodueix per desenvolupament directe.
L'illa Escudo de Veraguas és molt petita. La desforestació és la principal amenaça, així com l'urbanisme i turisme descontrolats. Laugment del nivell del mar com a conseqüència del canvi climàtic sigui una amenaça futura per a l'espècie.